# زباله‌دان تاریخ
زباله‌دان تاریخ مجازاً جاییست که وقتی اشیایی چون افراد، وقایع، مصنوعات، ایدئولوژی‌ها و ... فراموش شده یا به حاشیه رانده می‌شوند، بدان انداخته می‌شوند. این اصطلاح در قرن نوزدهم ظهور کرد ولی توسط لئون تروتسکی عمومیت یافت.

## نمونه‌های تاریخ
رونالد ریگان در سخنرانی در مجلس عوام بریتانیا در ۱۹۸۲ گفت «آزادی و دمکراسی مارکسیسم و لنینیسم را در«زباله‌دان تاریخ»خواهد انداخت.
رهبر جمهوری اسلامی ایران علی خامنه ای به اشتباه پیش‌بینی کرد که ترامپ (پس از برد بایدن در انتخابات ۲۰۲۰ آمریکا) برای همیشه به «زباله دان تاریخ» خواهد پیوست.